# Пніктогеноводні
Пніктогеноводні — загальна назва сполук, утворених з водню та пніктогенів (елементів підгрупи азоту).
Пніктогеноводні — безбарвні гази, що різко пахнуть, розчинні у воді. Є дуже слабкими кислотами. Усі пніктогеноводні надзвичайно токсичні (дуже отруйні) для людини у дуже великих концентраціях (виняток становить помірно-токсичний аміак). Мають загальну формулу H3X (частіше використовується формула XH3), де X – пніктоген.
| Сполука  | Формула | Модель | Молярна маса | Довжина зв'язку d(H-X)/pm | Валентний кут (H-X-H), ° | Дипольний момент μ/D | G°f    | tплав °C | tкип °C |
| -------- | ------- | ------ | ------------ | ------------------------- | ------------------------ | -------------------- | ------ | -------- | ------- |
| Аміак    | NH3     |        | 17           | 101.7                     | 107.8                    | 1.48                 | -45.94 | -77.73   | -33.34  |
| Фосфін   | PH3     |        | 34           | 142                       | 93.5                     | 0.58                 | 5.4    | -133.8   | -87.8   |
| Арсин    | AsH3    |        | 78           | 151.9                     | 91.8                     | 0.2                  | 66.4   | -117     | -62.5   |
| Стибін   | SbH3    |        | 125          | 170.7                     | 91.7                     |                      |        | -88      | -17     |
| Вісмутин | BiH3    |        | 212          | 90.48                     | 177.59                   |                      |        |          | 16.8    |